# スロットアンテナ
スロットアンテナは、無線通信用アンテナの一種である。超短波以上の周波数において用いられる。導波管にスロット（細長い切り抜き）を設けた形と、金属板にスロットを設けた形がある。

## 導波管スロットアンテナ
構造は、水平に設置した、断面が方形の導波管の側面に、1/2波長の間隔でスロットを設けたものである。スロットは垂直方向からわずかに（15度以下）傾斜しており、隣接するスロットはそれぞれ傾斜が逆向きになっている。スロットによって導波管の表面を流れる電流が断ち切られ、その部分に電界が生ずる。スロットの傾斜により、隣接するスロット同士で電界の垂直成分を打ち消しあうので、全体として電界の水平成分だけが重ね合い、導波管に垂直な方向に鋭い指向性が得られる。
給電は導波管の中央部からも、一端からも行うことができる。

## 金属板によるスロットアンテナ
高さ1/2波長、幅3/4波長の垂直に設置した金属板（または金属箔、網）の中央に、幅1/2波長、高さ約0.01波長のスロットを設けたものである。スロットの長辺の中央の2点、あるいは中央から少しずらした位置に給電する。インピーダンスは約530Ωとされている。3エレメントの八木・宇田アンテナに相当する利得がある。
金属板を円筒形に丸めたシリンドリカル・スロットアンテナもある。多数のループアンテナをスタックにしたものと同じ形になり、利得が高い。

## 意図しないスロットアンテナ的作用
機械装置の金属箱の隙間、あるいは金属板の継ぎ目などが、偶然にスロットアンテナの作用を果たし、意図しない周波数帯域の電磁ノイズを強く放射したり、逆に特定の周波数帯域の電磁ノイズを拾い易くなることがある。この場合は、金属間の隙間を電気的に閉じることで対処できる。